# MAHO FILM

MAHO FILM(일본어: 株式会社Maho Film)은 2018년 5월 29일 스기나미구에 설립된 일본의 애니메이션 제작사이다.

## 설립
스기나미구에 기반을 둔 애니메이션 스튜디오는 현재 CEO인 무라타 준지가 2018년 아시 프로덕션를 떠난 후 독립적으로 설립되었다.
스튜디오 이름 "MAHO"는 문자 그대로 마법(magic)을 의미한다. 꿈을 주는 마법 같은 콘텐츠를 만들고자 하는 스튜디오를 상징한다.

## 작품

### 텔레비전
- 우리 딸을 위해서라면, 나는 마왕을 쓰러뜨릴 수 있을지 몰라
- 나는 100만 명의 목숨 위에 서 있다(제1시리즈)
- 신들에게 주워진 남자
- 나는 100만 명의 목숨 위에 서 있다(제2시리즈)
- 리아데일의 대지에서
- 악역 영애이기 때문에 최종 보스를 길러보았습니다
- 신들에게 주워진 남자 2
- 레벨 1이지만, 유니크 스킬로 최강입니다
- 어떤 아재의 VRMMO 활동기
- 외과의사 엘리제
- 푸른 미부로
- 역사에 남을 악녀가 될 거야